# Camina
Camina (em francês: Kamina) é uma cidade e capital da província de Alto Lomami, na República Democrática do Congo. É também sede de um território homônimo.

## Histórico
A cidade de Camina foi criada por um decreto real belga em 1945 como fusão dos postos coloniais de Mato e Kinda. Antes de receber a configuração atual, em 1949 o governo de Catanga tornou a cidade de Camina um centro extra-costumeiro, isto é, de destribalização, devendo receber somente negros a serem assimilados à sociedade colonial e proletarizados.
As Forças Armadas da Bélgica estabeleceram uma grande base aérea em Camina após a Segunda Guerra Mundial. O complexo militar consistia na Base 1, para treinamento de vôo, e na Base 2, uma instalação de treinamento de pára-quedistas. De setembro de 1953 a 1960, a Escola de Pilotos Avançados da Força Aérea Belga mantinha cerca de 60 harvards estadunidenses na base.
Quando o Congo-Quinxassa conquistou a independência em junho de 1960, a Bélgica inicialmente manteve o controle de Camina, sob acordo com o governo quinxassa-congolês, mas em outubro de 1960 o controle da base foi assumido pelas Nações Unidas. A base nunca esteve sob controle catanguense, embora as tropas do Estado secessionista ocupassem a cidade vizinha de Caminavile.
No início de 1964, a ONU entregou Camina ao Exército Nacional Congolês para tornar-se um centro de "brassagem militar" para a República Democrática do Congo, processo pelo qual os combatentes das antigas facções guerrilheiras são integradas às Forças Armadas em novas unidades combinadas.

## Infraestrutura

### Transportes
Camina é conhecida como um importante nó ferroviário. A principal linha ferroviária, as seções operacionais da Ferrovia Cabo–Cairo, liga a cidade com Tenque e Lubumbashi ao sul e Kabalo e Kindu ao nordeste. A outra linha, o Caminho de Ferro Ilebo-Camina, está majoritariamente inoperacional.
Possui dois aeroportos, um civil (Aeroporto de Camina) e um militar (Aeroporto de Base de Camina). Situa-se ao longo da Estrada Nacional 1 (N1) e da Estrada Regional 630 (R630).